# Destino final (película)
Destino final (título original en inglés, Final Destination) es una película de terror sobrenatural estadounidense de 2000 dirigida por James Wong, con un guion escrito por James Wong, Glen Morgan y Jeffrey Reddick, basado en una historia de Reddick. Es la primera entrega de la serie de películas de Destino final y está protagonizada por Devon Sawa, Ali Larter, Kerr Smith y Tony Todd. Sawa interpreta a un adolescente que engaña a la muerte después de tener la premonición de la explosión de un avión catastrófico. Él y varios de sus compañeros abandonan el avión antes de que ocurra la explosión, pero la Muerte luego se lleva la vida de aquellos que estaban destinados a morir en el avión.
La película comenzó como un guion especulativo escrito por Reddick para un episodio de The X-Files, para que Reddick consiguiera un agente de televisión. Un colega de New Line Cinema convenció a Reddick para que lo escribiera como un largometraje. Más tarde, Wong y Morgan, socios escritores de The X-Files, se interesaron en el guion y acordaron reescribir y dirigir la película, marcando el debut de Wong como director de cine. El rodaje tuvo lugar en la ciudad de Nueva York y Vancouver, con escenas adicionales filmadas en Toronto y San Francisco. Fue lanzada el 17 de marzo de 2000 y se convirtió en un éxito financiero, ganando $10 millones en su primer fin de semana. El lanzamiento en DVD de la película, lanzado el 26 de septiembre de 2000, en los Estados Unidos y Canadá, incluye comentarios, escenas eliminadas y documentales.
La película recibió críticas mixtas de los críticos. Las críticas positivas elogiaron la película por "generar una cantidad respetable de suspenso", "lo suficientemente divertida y enérgica como para mantener a la audiencia adivinando", "un enfriado de desastres inesperadamente alerta para adolescentes" y la actuación de Sawa, mientras que las críticas negativas describieron la película como dramáticamente plana" y "dirigida a la multitud de citas adolescentes". Recibió el Premio Saturn a la Mejor Película de Terror y a la Mejor Interpretación de un Actor más Joven por la actuación de Sawa. El éxito de la película generó una franquicia de medios, que abarca cinco entregas adicionales, así como una serie de novelas y cómics. La primera secuela, Destino final 2, fue lanzada el 31 de enero de 2003.

## Argumento
El 13 de mayo de 2000, el estudiante de secundaria Alex Browning aborda el vuelo 180 de Volée Airlines, un Boeing 747, con sus compañeros de clase para su viaje de último año al Aeropuerto de París-Charles de Gaulle de París desde el Aeropuerto Internacional John F. Kennedy de Nueva York. Antes del despegue, Alex tiene la premonición de que el avión explotará en el aire, matando a todos a bordo. Cuando los eventos de su visión comenzaron a ocurrir en realidad, entra en pánico hasta que estalla una pelea entre él y el estudiante Carter Horton. Como resultado, ambos son retirados del avión, así como también el mejor amigo de Alex, Tod Waggner; la novia de Carter, Terry Chaney; la maestra Valerie Lewton; y los estudiantes Billy Hitchcock y Clear Rivers. Ninguno de los otros pasajeros, excepto Clear, le cree a Alex sobre su visión hasta que el avión explota al despegar. Luego, los sobrevivientes son interrogados por dos agentes del FBI, Weine y Schreck, quienes mostraron sus sospechas hacia Alex.
Treinta y nueve días después, luego de asistir a un funeral por las víctimas, una reacción en cadena inusual hace que Tod se cuelgue accidentalmente en la ducha. Cuando se dictamina que su muerte fue un suicidio, Alex se cuela en la funeraria junto con Clear para examinar el cadáver de Tod. Allí, el funerario William Bludworth revela que los supervivientes que escaparon de la inminente circunstancia han interrumpido el plan de la Muerte, y la Muerte ahora está reclamando las vidas de aquellos que estaban destinados a morir por el accidente. Mientras Alex y Clear discuten su próximo movimiento, el resto de los supervivientes llegan fuera del café, donde Terry es atropellada por un autobús a toda velocidad.
Después de ver un informe de noticias sobre la causa de la explosión, Alex concluye que la Muerte está recuperando a los sobrevivientes de acuerdo con la secuencia de cada muerte prevista en el avión. Sin embargo, es demasiado tarde para salvar a la Sra. Lewton, cuya casa explota después de ser empalada por un cuchillo de cocina que cae. Los sobrevivientes restantes se reúnen y Alex explica la situación mientras conducen por la ciudad. Carter (que sería el siguiente, según el plan de Alex) todavía está furioso por la muerte de Terry. Detiene el coche en un cruce de trenes, con la intención de morir en sus propios términos. Los demás huyen del coche y Carter cambia de opinión en el último minuto. Cuando su cinturón de seguridad se atasca, Alex lo salva justo antes de que el tren que se aproxima aplasta el auto, pero arroja metralla de los escombros, decapitando a Billy. Alex deduce de esto que, debido a que intervino en la muerte de Carter, la Muerte saltó a la siguiente persona en la secuencia original.
Al día siguiente, mientras se escondía en una cabaña fortificada, Alex recuerda haber cambiado de asiento en su premonición, pero no haberlo hecho en realidad, y se da cuenta de que Clear es la siguiente. Se apresura a su casa para salvarla mientras es perseguido por Weine y Schreck. Alex encuentra a Clear atrapada dentro de su auto rodeada de cables eléctricos sueltos que encienden una fuga de gasolina. Agarra el cable, lo que le permite escapar del coche justo antes de que explote.
Seis meses después, Alex, Clear y Carter viajan a París para celebrar su supervivencia. Mientras habla de su terrible experiencia, Alex revela su temor de que su lucha no haya terminado, ya que la Muerte nunca lo saltó después de que salvó a Clear. Cuando un autobús lanza una señalización de estacionamiento hacia un letrero de neón, desciende hacia él. Carter empuja a Alex fuera del camino en el último segundo, pero el letrero vuelve a bajar y lo mata, dejando que el plan de la Muerte reanude la acción.

## Reparto
- Devon Sawa como Alex Browning
- Ali Larter como Clear Rivers
- Kerr Smith como Carter Horton
- Kristen Cloke como Valerie Lewton
- Daniel Roebuck como el agente Weine
- Roger Guenveur Smith como el agente Schreck
- Chad E. Donella como Tod Waggner
- Seann William Scott como Billy Hitchcock
- Tony Todd como William Bludworth
- Amanda Detmer como Terry Chaney
- Brendan Fehr como George Waggner
- Forbes Angus como Larry Murnau
- Lisa Marie Caruk como Christa Marsh
- Christine Chatelain como Blake Dreyer
- Barbara Tyson como Barbara Browning
- Robert Wisden como Ken Browning
- P. Lynn Johnson como la Sra. Waggner
- Larry Gilman como el Sr. Waggner
- Fred Keating como Howard Siegel

Varios personajes de películas llevan el nombre de famosos directores, actores y productores de películas de terror: Billy Hitchcock lleva el nombre de Alfred Hitchcock, la familia Browning y Tod Waggner llevan el nombre de Tod Browning, Larry Murnau es una referencia a Friedrich Wilhelm Murnau, Blake Dreyer a Carl Theodor Dreyer, Valerie Lewton a Val Lewton, el agente Schreck a Max Schreck, Terry Chaney a Lon Chaney, Christa Marsh recuerda a Fredric March, el agente Weine de Robert Wiene, y George Waggner lleva el nombre directo del productor de películas de Universal Horror George Waggner.

## Explicación de las muertes
La muerte es representada en la película y en el resto de la saga, como una fuerza invisible y omnipresente que manipula los objetos con el fin de que mueran los sobrevivientes y se corrija la realidad, ya que estos alteran la realidad al estar vivos cuando deberían estar muertos.
- Muerte de Tod Waggner: Mientras está en su baño, una de las tuberías del inodoro comienza a gotear agua que se dirige hacia él. Cuando éste está descolgando ropa de un tendedero en el baño, resbala y los cables de ropa se enroscan en su cuello, cayendo en la bañera y derramando shampoo en la misma, impidiendo que pueda levantarse mientras el cable se aprieta cada vez más. Tod intenta cortar el cable con unas tijeras pero sus esfuerzos por tomarlas provocan que el cable lo presione cada vez más hasta morir ahorcado.
- Muerte de Terry Chaney: Cuando Alex y Carter discuten, ella se enoja y trata de marcharse sin fijarse en que un autobús a gran velocidad transitaba por la calle, el cual la atropella.
- Muerte de Valerie Lewton: En su casa, ella hervía agua caliente y la vertió en una taza de porcelana, aunque posteriormente vierte hielo y whisky en la misma, por lo que el brusco cambio de temperatura provoca una fisura en la taza. Sin darse cuenta, ella camina por su casa derramando gotas de licor, y una de esas gotas cae en el panel de circuitos de la computadora, cuyo monitor estalla enviando un fragmento de vidrio a la vena yugular. Desesperada, trata de detener el sangrado mientras su casa comienza a quemarse por la explosión del computador, y una de las explosiones la derriba al piso y, al intentar tomar un pañuelo, provoca que un cuchillo se le clave en su pecho. Alex llega e intenta ayudarla pero otra explosión provoca que una silla caiga encima de Valerie, la cual clava el cuchillo más profundo, atravesándole el corazón.
- Muerte de Billy Hitchcock: Después de que un tren choque contra el auto de Carter, uno de los trozos de metal del vehículo es disparado por una de las ruedas hacia Billy, cortándole la mandíbula y decapitándolo.
- Muerte de Carter Horton: Mientras estaba en París, el soporte de un gigantesco letrero de luces es cortado, el cual aplasta a Carter luego de haber salvado a Alex.

## Producción

### Desarrollo
La idea original fue escrita por Jeffrey Reddick como un guion especulativo para The X-Files para obtener un agente de televisión. Reddick dijo: "En realidad estaba volando a casa a Kentucky y leí una historia sobre una mujer que estaba de vacaciones y su madre la llamó diciendo: 'No tomes el vuelo mañana, realmente tengo un mal presentimiento'. Ella cambió de vuelo y el avión en el que ella habría estado se estrelló. 'Eso es espeluznante', pensé. ¿Y si se suponía que ella muriera en ese vuelo?". Basándose en su idea, Reddick escribió el guion y consiguió un agente, pero nunca envió el guion a The X-Files después de que un colega de New Line Cinema sugirió que lo escriba como una película. Una de las ideas erróneas más grandes sobre el proyecto es que se basó en el desastre real del vuelo 800 de TWA, que ocurrió en 1996. Al igual que en la película, el desastre involucró un Boeing 747 que explotó minutos después de despegar del aeropuerto internacional John F. Kennedy en Nueva York de camino a París. Además, cinco chaperones y dieciséis estudiantes de secundaria de Montoursville, Pensilvania, estaban a bordo del vuelo, rumbo a París con su club francés de la escuela. Sin embargo, el guion especulativo de televisión para The X-Files fue escrito en 1994.
New Line Cinema compró el guion de Reddick y lo contrataron para escribir el borrador original del guion, que presentaba a la muerte como una fuerza invisible. Una vez finalizado el guion, New Line Cinema envió el guion a los directores, incluidos James Wong y Glen Morgan. Ambos escritores estuvieron dispuestos a convertirlo en una película, aunque reescribieron el guion para cumplir con sus estándares. Wong dijo: "Creo que en un momento u otro todos hemos experimentado una sensación de presciencia. Tenemos un presentimiento, un sentimiento, y luego esa corazonada resulta ser cierta. Queremos hacer para los aviones y los viajes aéreos lo que Jaws hizo para los tiburones y la natación".
Morgan dijo: "Lo principal que querían de la muerte para atraer a la gente es que nunca viste una especie de figura de Michael Myers. Nunca viste a un asesino. Y les gustó esa idea y dijeron: 'Está bien, ve a escribirla'. Una vez que tuvimos una historia básica, comencé a catalogar las extrañas coincidencias en mi propia vida. Por ejemplo, estaba en el aeropuerto de Vancouver esperando un vuelo cuando John Denver cantó por el altavoz. Recuerdo que me decía a mí mismo: 'Oye, él acaba de morir en un accidente aéreo, eso es un poco raro'. Escribimos esa versión de esa experiencia en el guion".
Los productores Craig Perry y Warren Zide de Zide/Perry Productions ayudaron con el presupuesto de la película, ya que ambos estaban igualmente fascinados con la idea de una fuerza invisible que ejecutara a sus víctimas. Perry, un fanático de The X-Files, afirmó que "respondió al trabajo de Wong y Morgan por una razón específica: temor". New Line Cinema aceptó los derechos de financiación y distribución de la película después de que Reddick llegara a ellos personalmente.

### Casting
Sobre las audiciones, Morgan dijo: "Una de las cosas más importantes que buscábamos en el casting era la capacidad de los actores para interpretar las sutilezas: las pequeñas cosas que un personaje no dice o hace que crean el límite, las cosas que se ponen debajo de tu piel y te asustan".
Alex Browning fue el último rol principal para el actor canadiense Devon Sawa, que anteriormente protagonizó la película de 1999, Idle Hands. Sawa dice que cuando "leyó el guion en un avión, se encontró a sí mismo asomándose por la ventana al motor cada dos minutos" y "bajó y se encontró con Glen y James, y pensó que ellos eran increíbles y que ya tenían algunas ideas geniales". Sin embargo, Morgan y Wong no estaban decididos a elegirlo para el papel, por lo que le pidieron que volviera a actuar mientras revisaban sus trabajos anteriores. Morgan quedó asombrado por la actuación de Sawa en Idle Hands, y lo contrataron.
Sawa describió su papel como "al principio, Alex era un poco cursi y chaquetero, y sabes, probablemente no sea el chico más popular en la escuela. Creo que él podría haber sido un idiota, ya sabes, haciendo sus cosas y detrás de las dos chicas más hermosas de la escuela, pero no hay posibilidad de que eso suceda. Supongo que después de que el avión explota, su mundo cambia por completo". Wong dijo: "Devon tiene una calidad de hombre que lo hace accesible. No parece estar absolutamente seguro de sí mismo. Es más un niño normal que puede asumir las complejidades del papel y puede convertirse en un héroe". Perry se sorprendió con la vulnerabilidad de Sawa en la actuación, describiéndolo como "un actor muy característico. Es muy flojo y está algo cortado cuando no está frente a la cámara, pero en el momento en que la cámara está encendida, nunca había visto a nadie deslizarse completamente a través del momento".
Ali Larter, quien protagonizó la película de 1999, Varsity Blues, fue elegida como Clear Rivers. Larter dijo: "La película muestra cuán fácil es volverse contra alguien, culpar a alguien cuando tienes miedo. También se trata de confiar en tus intuiciones y en ti mismo". Ella definió su parte como "esa chica que tiene muchas pérdidas en su vida y que se enamoró de sí misma, y que se hizo una vida dentro de eso. Es una artista, vive sola, y está aferrándose a lo que el mundo le ha dado".
Seann William Scott, famoso por interpretar a Steve Stifler en la película de 1999, American Pie, fue contratado como el bromista de la clase, Billy Hitchcock. Scott admiró la película y sintió que "es tan oscura y misteriosa como cualquier otra Dimensión desconocida". Él se rio de su papel, diciendo que "a Billy le faltan algunas habilidades sociales, no tiene bastantes amigos, y sigue despacio su camino". Scott se sorprendió cuando en el guion su personaje estaba escrito como obeso. Finalmente, los escritores lo cambiaron por Scott.
La estrella de Dawson's Creek, Kerr Smith, fue seleccionado como el matón Carter Horton. Smith identificó a Cater como "el típico matón de la escuela secundaria cuya vida depende de la ira" y mencionó el hecho de que Carter temía que Alex no tuviera el control de su propia vida.
Kristen Cloke, la esposa de Morgan, fue elegida como la profesora Valerie Lewton. Cloke dijo: "Tengo un increíble respeto por ellos. James es el tipo de director que sabe exactamente lo que quiere. Como actriz, puedo encontrar una manera de llegar allí si sé específicamente lo que estoy buscando, y James me lo da. El hecho de que no se moverá hasta que obtenga exactamente lo que quiere, crea un entorno seguro, lo que me permite experimentar y probar cosas diferentes". Cloke describió su parte como "fuerte y atrevida, bajo control. Después del accidente, ella se despega, probablemente más que cualquiera de los niños, y es un cambio rápido y drástico. Tenía que entender la psicología de una persona que puede encender un centavo de esa manera".
Los recién llegados Amanda Detmer y Chad E. Donella fueron seleccionados como los estudiantes Terry Chaney y Tod Waggner, respectivamente. Detmer dijo: "Cuando leí el guion por primera vez, lo que más me llamó la atención fue que los personajes estaban bien escritos y las relaciones entre ellos eran fuertes y creíbles. Eso es importante, porque tienes que preocuparte por estas personas para estar preocupados por lo que pueda pasarles". Detmer definió a Terry como "muy preparada, y parece contenta de diferir de Carter para no hacer olas. Pero el estrés de lo que sucede afecta su relación y curiosamente saca cierta fuerza en ella". Por otro lado, Donella observó cuán similar era su rol para sí mismo, diciendo: "Creo en el destino. Creo que llegas a esta vida con algunas cosas para lograr y te sacan antes o después dependiendo del plan de juego".
Tony Todd, que interpretó a Candyman en la película de 1992 del mismo nombre, fue elegido para el papel del forense William Bludworth. Inicialmente, Morgan quería a Todd para el papel porque sentía que su voz profunda le daría un tono espeluznante a la película.
Los miembros adicionales del reparto incluyeron a Daniel Roebuck y Roger Guenveur Smith como los agentes del FBI, el agente Weine y el agente Schreck; Brendan Fehr, Christine Chatelain y Lisa Marie Caruk como los estudiantes George Waggner, Blake Dreyer y Christa Marsh; Barbara Tyson y Robert Wisden como Barbara y Ken Browning, los padres de Alex; y Forbes Angus como el profesor Larry Murnau.

### Rodaje
Con el reparto de Destino final, la filmación tuvo lugar en Long Island para la escena del avión y la isla de Vancouver para las escenas adicionales. Los miembros del reparto filmaron otros proyectos durante la producción, por lo que los cronogramas tuvieron que moverse repetidamente para que apareciera todo el reparto. Sawa restringió su aparición en The Guilty durante la producción e incluso comento que "tenía que compartir un tráiler con Bill Pullman porque era más grande y lo haría parecer más famoso". Smith, que frecuentaba Dawson's Creek, tuvo que dejar de aparecer en unos episodios por la película.
Según Detmer, su escena de muerte (siendo atropellada brutalmente por un autobús) fue filmada primero porque "fue fácil pero muy anticipada". Todas las escenas de muerte se filmaron usando moldes de los actores reales. Las escenas de muerte, la ceremonia, la escena del bosque y las escenas en París fueron filmadas en Victoria. Escenas adicionales fueron filmadas en Toronto y San Francisco. Para el aeropuerto, el equipo usó el aeropuerto internacional de Vancouver como suplente del aeropuerto internacional John F. Kennedy, mencionado en la película.

### Efectos
El plan detrás de escena era crear una firma visual intrigante. Para servir a las sutilezas del guion y ayudar a personificar la muerte, el diseñador de producción John Willet desarrolló el concepto de "sesgar" los conjuntos. Willet explicó: "Lo que he intentado hacer con los sets, con su diseño y con varias opciones de color, es hacer las cosas un poco antinaturales. Nada que llame la atención sobre sí mismo, sino que crea una sensación de inquietud. La inquietante sensación de que algo no está bien". Para lograr esta mística, Willet diseñó dos versiones de prácticamente cada versión que se utilizó antes del accidente y los otros conjuntos se utilizaron para escenas después de que el avión explota.
Willet explicó: "En los conjuntos asimétricos forcé la perspectiva ya sea vertical u horizontalmente. Nada es cuadrado y, aunque no puedes señalarlo, te hace sentir que algo no está bien". El sesgado también fue parte del diseño general de la paleta de colores utilizada en la decoración del escenario y el diseño de vestuario. Willet dijo: "En el mundo real, los colores son brillantes y ricos. En el mundo distorsionado, se desvanecen. Nada es obvio, y es solo en el efecto general que estas sutiles diferencias hagan funcionar su magia".
La escena del avión durante la cual los pasajeros mueren en el aire fue creada dentro de un gran escenario de sonido. El cardán hidráulico de tres toneladas fue operado automáticamente. El supervisor de efectos especiales, Terry Sonderhoff, explicó: "Pasamos dos meses construyendo esta pieza central que pesa alrededor de 45.000 libras y contiene 89 personas". Utilizado para filmar las secuencias de a bordo, fue desplazado en el cardán para crear un movimiento de cabeceo de hasta 45 grados de lado a lado y 60 grados de adelante hacia atrás, transmitiendo de forma realista el horror de la falla del motor en el aire. Sawa dijo que "los gritos del reparto dentro del cárdan hicieron que pareciera más real". Wong dijo: "Entras al estudio y hay un gran cardán con un avión encima y piensas: '¿Qué he hecho?'. Temía que tuviéramos cuarenta extras vomitando".
Se creó un modelo en miniatura del avión Boeing 747 para la escena de la explosión. El modelo, una de las escenas en miniatura más detalladas de la película, tenía unos diez pies de largo y siete de ancho, y el tren de aterrizaje estaba hecho de todos los metales mecanizados. Según el supervisor de efectos visuales Ariel Velasco Shaw, la miniatura tuvo que ser lanzada unos cuarenta pies en el aire para que parezca un Boeing 747 real explotando en una bola de fuego. Si explota un avión de cuatro pies, la explosión debe ser de un mínimo de ocho pies en el aire. Para filmar la explosión en detalle, la tripulación usó tres cámaras con 120 fotogramas por segundo (si hubieran filmado usando una cámara en tiempo real, la sucesión de la explosión no se filmaría en un orden particular).
La escena del tren (en la que el auto de Carter es embestido por el tren) fue una de las escenas más difíciles de rodar. El auto utilizado para el accidente fue una réplica del original, partido a la mitad antes del rodaje. Según Sonderhoff, para garantizar la seguridad de los actores, tenían que asegurarse de que no había pedazos de metales reales en el auto.
Para las escenas de muerte, el equipo usó varios moldes de los actores y sirope de chocolate para sangre falsa. La creación del efecto Rube Goldberg para la escena de muerte de la profesora Lewton fue la más difícil de planificar según el equipo. Perry dijo que "era muy difícil generar una atmósfera de terror, para crear suspenso a partir de escenas que son comunes".

### Música

#### Banda sonora
Ningún álbum oficial acompañó la película. Sin embargo, seis canciones son presentadas en la película, la más prominente es "Rocky Mountain High" de John Denver, que se destaca en gran medida a lo largo de la película, recordando a los sobrevivientes que Denver murió en un accidente aéreo. La canción se escucha antes de un accidente o la muerte de un personaje, y también la interpreta un artista callejero (interpretado por Alessandro Juliani) en francés. Otras canciones presentadas en la película incluyen "Hundred Grand" de Pete Atherton (durante la ceremonia conmemorativa del vuelo 180), "Into the Void" de Nine Inch Nails (durante la escena de la cafetería), "All the Candles in the World" de Jane Siberry (durante la escena del auto de Carter) y "And When I Die" de Joe 90 (durante los créditos finales).

#### Partitura
La partitura completa original de la película fue lanzada el 14 de marzo del 2000, siendo dirigida por la compositora ganadora del premio Daytime Emmy, Shirley Walker. Inicialmente, Wong y Morgan querían que Walker hiciera la partitura después de haber trabajado previamente con ella en su serie de televisión de ciencia ficción, Space: Above and Beyond. Walker dijo: "Glen y James son grandes creyentes en la melodía y tienen música para los personajes y las situaciones en las que se encuentran. Por supuesto, la atmósfera tenía que estar allí también, especialmente para una película con tanta creación de suspenso como esta".
La partitura es mayormente discreta, con la excepción de las escenas de suspenso y muerte. Fue realizada por una orquesta sindical, obligando a New Line Cinema a otorgarle su propia partitura a la película. Walker la describió como "música muy conservadora y orientada al tema que abarca desde sonidos extraños de animales con un impacto visceral más fuerte hasta música emotiva con melodías bien definidas que evolucionan a través de la narración de historias". La pieza utilizada para los créditos de apertura era rara por la apertura de una película dirigida a una audiencia juvenil en ese momento. Walker dijo: "Qué delicia para mí escribir una pieza que te llame a la película y te permita saber que algo malo va a pasar desde el principio". Según Walker, dicha pieza consumió la mayor parte de su tiempo, debido a su "tema oscuro y melodía contraria que lleva a lo largo de la partitura".
La partitura fue recibida positivamente por los críticos. El juez Harold Jervais de DVD Verdict escribió que "los efectos de sonido, el diálogo y la maravillosamente espeluznante y eficaz partitura de Walker se mezclan para formar un todo muy agradable, casi orgánico". Mike Long de DVD Review dijo que "la escalofriante partitura de Shirley Walker aparece poderosamente como una amplia integración espacial". Derek Germano de The Cinema Laser escribió que "la terrorífica partitura musical de Walker es realmente una ganadora, y es una de las cosas que ayudará a que Destino final sea un clásico del género menor dentro de unos años".

## Lanzamiento

### Taquilla
La película se estrenó el 17 de marzo del 2000 en 2.587 salas de cine en los Estados Unidos y Canadá, ganando $10.015.822 en su primer fin de semana, con un promedio de $3.871 por cine. Destino final fue colocado en el tercer puesto en la taquilla de Estados Unidos en su fin de semana de estreno, detrás de la película biográfica de Erin Brockovich y la película de ciencia ficción, Misión a Marte. La película permaneció en el tercer puesto durante el segundo fin de semana, antes de caer al séptimo puesto en su tercer fin de semana. Destino final disminuyó continuamente durante los fines de semana posteriores hasta que salió de la lista de los diez primeros en su octavo fin de semana. La película duró en los cines durante 22 fines de semana y recaudó $52.675, ubicándose en el quincuagésimo sexto puesto. En su proyección total, Destino final recaudó $53.331.147 en los Estados Unidos y Canadá, y ganó $59.549.147 en otros territorios, ganando un total de $112.880.294 a nivel internacional. Con frecuencia, la película es considerada como un "sleeper hit".

### Medios caseros
Destino final fue lanzado en DVD el 26 de septiembre del 2000 en los Estados Unidos y Canadá. Las características especiales del DVD incluyen tres comentarios de audio, tres escenas eliminadas y dos documentales. El primer comentario presenta a Wong, Morgan, Reddick y el editor James Coblentz, describiendo las sutilezas de minutos incluidas por el equipo creativo a lo largo de la película, que aluden a la muerte o presagian las muertes tras la emisión inicial. Ellos también discuten cómo se hizo la película y cómo lucharon contra los ejecutivos de New Line Cinema por varios factores.
El segundo comentario incluye a Sawa, Smith, Cloke y Donella hablando sobre lo que estaba involucrado en ciertas escenas y cómo fueron lanzadas cada una. El tercer comentario es la aislada partitura musical de Walker incluida en la partitura de la película.
Las escenas eliminadas cubren dos sub-argumentos de Alex y Clear, un final alternativo donde Alex muere después de rescatar a Clear de los cables eléctricos, ella teniendo un bebé al que nombra Alex, y Clear y Carter terminando como los únicos sobrevivientes de la película.
El primer documental, titulado A Look at Test Screenings, tiene una duración de trece minutos y describe el proceso de evaluación de la prueba, brindando una descripción general de cómo se realizaron y marcaron las evaluaciones. También se muestran secuencias de vídeo de la audiencia de selección de pruebas y comentarios específicos sobre por qué las escenas eliminadas fueron cortadas o repetidas. El segundo documental, titulado Premonitions, tiene una duración de veinte minutos y explora a la investigadora intuitiva de la vida real, Pam Coronado, quien ha ayudado a la policía a resolver muchos asesinatos y casos de personas desaparecidas con sus habilidades psíquicas. Algunos DVD contienen dos juegos que no son DVD-ROM, Death Clock y Psychic Test, además del tráiler teatral y las filmografías del reparto y equipo de la película.

## Recepción

### Crítica
El sitio web de agregación de reseñas Rotten Tomatoes informó que el 35% de los críticos le dieron a la película reseñas positivas basadas en 95 reseñas, con una calificación promedio de 4.78/10. El consenso de opinión del sitio es que "a pesar de un panel de ex alumnos de X-Files al mando y una premisa prometedora, las actuaciones frívolas y la mala ejecución impiden que Destino Final despegue". En Metacritic, la película tiene un puntaje promedio ponderado de 36 sobre 100 basado en reseñas de 28 críticos, lo que indica "reseñas generalmente desfavorables". El 14 de junio de 2010, Nick Hyman de Metacritic incluyó a Destino Final en el editorial del sitio web 15 Películas que los Críticos se Equivocaron, señalando que "las elaboradas piezas de suspenso/acción de las dos primeras películas son más impresionantes que la mayoría". Las audiencias encuestadas por CinemaScore le dieron a la película una calificación promedio de "B -" en una escala de A+ a F.
En el lado negativo, Stephen Holden de The New York Times dijo que "incluso según los estándares del horror adolescente, Destino final es dramáticamente plana". Lou Lumenick del New York Post comentó que "la premisa de la película se deteriora rápidamente y se convierte en una película tonta y mal interpretada". Kevin Maynard de Mr. Showbiz describió la película como "tosca e insustancial", mientras que Rita Kempley de The Washington Post escribió que "tu propio destino final podría ser la taquilla para exigir que te devuelvan tu dinero".
Robert Cashill de Newsweek comentó que la película "debería estar en los depósitos de las tiendas de vídeos", y Jay Carr de The Boston Globe comentó que "comienza engañando a la muerte y termina engañándonos". Phoebe Flowers de The Miami Herald sintió que la película "se inclina muy por debajo de sustituir el estilo por sustancia", mientras que Lisa Alspector de Chicago Reader describió la película como "perturbadora, aunque menos sofisticada que la mejor serie de terror y ciencia ficción". Luke Thompson del Dallas Observer encontró "un desperdicio de una premisa decente". Ernest Hardy de LA Weekly dijo que la película "falla porque se toma demasiado en serio pero no es lo suficientemente seria". Aunque Barbara Shulgasser del Chicago Tribune dijo que "cumplía los bajos estándares de una película televisiva mediocre", Desmond Ryan de The Philadelphia Inquirer comentó que estaba "tan llena de actuaciones terribles como desprovistas de suspenso". Tanto Susan Wloszczyna de USA Today como Walter Addiego del San Francisco Examiner pensaron que era "estúpida, tonta y sangrienta".
Por el contrario, la película obtuvo críticas positivas de los críticos principales. Roger Ebert del Chicago Sun-Times disfrutó de la película y le dio tres de cuatro estrellas, afirmando que "sin duda, Destino final será un éxito e inspirará secuelas obligatorias. Al igual que el Scream original, esta película es demasiado buena para ser el final del camino. Tengo visiones propias". Mick LaSalle del San Francisco Chronicle elogió la película y dijo que "era divertida y con la energía suficiente para mantener a la audiencia adivinando". Joe Leydon de Variety elogió la película, diciendo que "genera una cantidad respetable de suspenso y da algunos giros inesperados mientras cubre territorio familiar", mientras que Kevin Thomas de Los Angeles Times dijo que era "un excelente debut teatral para los veteranos de televisión, Glen Morgan y James Wong". Chris Kaltenbach de The Baltimore Sun encontró la película "irregularmente emocionante", mientras que Maitland McDonagh de TV Guide definió la película como "bastante útil, si se llega a ella con expectativas suficientemente modestas".
A pesar de la recepción general mixta de la película, los críticos elogiaron la actuación de Devon Sawa como Alex Browning. Holden comentó que "el clarividente adolescente del señor Sawa es incoloro y carente de carisma". David Nusair de Reel Film Reviews remarcó "el giro personal de Sawa ya que el héroe es acompañado por un reparto uniformemente plagado de caras familiares (es decir, Seann William Scott, Brendan Fehr, Tony Todd, etc.)..." mientras que Leydon afirmó que "Sawa es creíble como Alex de segunda vista, a diferencia de muchos otros actores que echan protagonistas adolescentes, en realidad parece que todavía podría estarlo asistiendo a la escuela secundaria, pero los jugadores de apoyo son un grupo desigual". LaSalle elogió a la pareja de Sawa y Ali Larter, diciendo que "Larter y Sawa, que se vuelven más desaliñados y desorbitados a medida que avanza la película, forman un par atractivo".
Audiencias encuestadas por CinemaScore le dieron a la película una calificación promedio de "B-" en una escala de A+ a F.

### Premios
La película tuvo un gran impacto en la audiencia de películas de terror, ganando el Saturn a la mejor película de terror en el 2000. El mismo año, Sawa ganó el Saturn a la mejor interpretación de un actor joven, y Larter ganó el Premio Young Hollywood por un rendimiento revelador hecho por una mujer. En los premios Blockbuster Entertainment de 2001, tanto Sawa como Larter fueron nominados por "Actor favorito" y "Actriz favorita" en la categoría de terror, respectivamente. Ambos actores perdieron ante los actores de Scream 3, David Arquette y Neve Campbell. Además, el director de fotografía, Robert McLachlan fue nominado a la "Mejor fotografía en un largometraje teatral" en los Premios de la sociedad canadiense de cinematógrafos en 2001, pero perdió ante Pierre Gill por su trabajo en El arte de la guerra.
El concepto de la película fue mencionado en el número 46 de los 100 mejores momentos de terror de Bravo's, en el que Kerr Smith representó la película. La escena de la explosión del vuelo 180 fue incluida en la lista de los mejores accidentes aéreos ficticios o escenas de desastres por Break Studios, Unreality Magazine, New Movies.net, The Jetpacker, MaximOnline y Filmsite.org. Filmsite.org también incluyó la escena del avión y la muerte de tres personajes (Tod Waggner, Terry Chaney y la profesora Valerie Lewton) en su lista de Momentos y escenas aterradoras de películas, y todas las muertes en su lista de Mejores escenas de muertes cinematográficas. La muerte de Terry Chaney entró en los listados de las muertes más impactantes en películas de George Wales y Simon Kinnear de Total Film (vigésimo noveno y décimo puesto, respectivamente), Simon Hill de Eat Horror (décimo puesto) y Dirk Sonningsen de Mania (décimo puesto).